# Propélargonidine

Selliguéaine A, une propélargonidine de type A isolée du rhizome de la fougère Selliguea feei.

Les propélargonidines (encore appelés propélargonidols) sont un type de tanins condensés. Les tanins condensés sont des polymères de flavanols et les propélargonidines sont notamment composées d'épiafzéléchine.
Le nom provient du fait que ce type de tanins produit de la pélargonidine, une anthocyane, lors de leur hydrolyse en milieu acide.
Des propélargonidines peuvent être isolées du rhizome de la fougère Drynaria fortunei, dans le sarrasin, Fagopyrum esculentum, et dans la plante halophyte comestible Mesembryanthemum edule.

## Molécules connues
Type A
La géranine A est un dimère trouvé dans Geranium niveum.
La selliguéaine A est un trimère trouvé dans le rhizome de Selliguea feei.
Type B
Le trimère épiafzéléchine-(4β→8)-épiafzéléchine-(4β→8)-4′-O-méthyl-(−)-épigallocatéchine peut être isolé de l'écorce de Heisteria pallida.